# Čopská městská komunita
Čopská městská komunita (ukrajinsky Чопська міська громада) je územní společenství (hromada) v užhorodském okrese Zakarpatské oblasti Ukrajiny. Správním centrem je město Čop. Čopská městská komunita vznikla dne 12. června 2020 sloučením městské rady Čop a zastupitelstev obcí Eseň, Solovka, Solomonovo, Tysaašvaň a Červone okresu Užhorod.
V čopské městské komunitě je město Čop a tyto vsi:
- Eseň, ukrajinsky Есень
- Solovka, ukrajinsky Соловка
- Petrivka, ukrajinsky Петрівка
- Solomonovo, ukrajinsky Соломоново
- Tysaašvaň, ukrajinsky Тисаашвань
- Tysaujfalu, ukrajinsky Тисауйфалу
- Červone, ukrajinsky Червоне

V roce 2025 žilo v této komunitě 15 238 obyvatel.